# Ihor Koszman
Ihor Serhijowycz Koszman, ukr. Ігор Сергійович Кошман (ur. 7 marca 1995 w Krzemieńczuku) – ukraiński piłkarz, grający na pozycji pomocnika.

## Kariera piłkarska

### Kariera klubowa
Wychowanek klubu Kremiń Krzemieńczuk, barwy którego bronił w juniorskich mistrzostwach Ukrainy (DJuFL). W 2012 roku rozpoczął karierę piłkarską w Tawrii Symferopol. We wrześniu 2014 przeszedł do Metałurha Donieck. 17 lutego 2016 zasilił skład Metalista Charków. W styczniu 2017 został zaproszony do słoweńskiego NK Celje, w którym rozegrał jeden mecz. W czerwcu 2017 przeniósł się do Heliosu Charków. Latem 2018 podpisał kontrakt z gruzińskim SK Samtredia. 9 kwietnia 2019 został piłkarzem Metalista 1925 Charków.